# Grewia luteiflora
Grewia luteiflora är en malvaväxtart som beskrevs av René Paul Raymond Capuron. Grewia luteiflora ingår i släktet Grewia och familjen malvaväxter. Inga underarter finns listade i Catalogue of Life.